# Recioto
Recioto är en sorts vin tillverkat i Veneto i norra Italien. Vinet har DOC-klassning och heter då Recioto della Valpolicella. Namnet kommer av recie som betyder öron på Verona-dialekt. Det är också "öronen" på druvklasarna, det vill säga de druvor som sticker ut och har fått mest sol, som man traditionellt har plockat för att göra detta söta, röda vin. Druvorna får sedan torka på speciella mattor (se passito) för att bli extraktrikare och ge ett fylligt vin. Jäsningen avslutas i förtid för att på så sätt behålla mer druvsocker i den färdiga produkten. Vinet får därmed väldigt hög restsötma och något lägre alkoholhalt och det är den främsta skillnaden mellan Recioton och dess närmaste släkting: Amarone della Valpolicella.
Bittra körsbär, plommon, rök och köttbuljong är vanliga beskrivningar av Reciotos smak.